# Área metropolitana de Green Bay
El área metropolitana de Green Bay o Área Estadística Metropolitana de Green Bay, WI MSA, como la denomina la Oficina de Administración y Presupuesto, es un Área Estadística Metropolitana centrada en la ciudad de Green Bay, en el estado de Wisconsin, Estados Unidos. Su población según el censo de 2010 es de 306.241 habitantes, convirtiéndola en la 153.º área metropolitana más poblada de ese país.

## Composición
Los 3 condados del área metropolitana, junto con su población según los resultados del censo 2010:
- Brown– 248.007 habitantes
- Kewaunee– 20.574 habitantes
- Oconto– 37.660 habitantes

## Comunidades
Ciudades
- Algoma
- De Pere
- Gillett
- Green Bay (ciudad principal)
- Kewaunee
- Oconto Falls
- Oconto

Villas
- Allouez
- Ashwaubenon
- Bellevue
- Casco
- Denmark
- Hobart
- Howard
- Lena
- Luxemburg
- Pulaski (parcialmente)
- Suamico
- Suring
- Wrightstown

Lugares no incorporados
- Askeaton
- Champion
- Dyckesville
- Greenleaf
- Flintville
- New Franken
- Little Rapids
- Sobieski

Pueblos
Condado de Brown 
| - Eaton - Glenmore - Green Bay - Holland | - Humboldt - Lawrence - Ledgeview | - Morrison - New Denmark - Pittsfield | - Rockland - Scott - Wrightstown |

Condado de Kewaunee 
- Ahnapee
- Carlton
- Casco
- Franklin
- Lincoln
- Luxemburg
- Montpelier
- Pierce
- Red River
- West Kewaunee

Condado de Oconto 
| - Abrams - Bagley - Brazeau - Breed - Chase - Doty - Gillett - How | - Lakewood - Lena - Little River - Little Suamico - Maple Valley - Morgan - Mountain - Oconto Falls | - Oconto - Pensaukee - Riverview - Spruce - Stiles - Townsend - Underhill |